# Schwarzwälder Kirsch
Schwarzwälder Kirsch ist ein deutscher Musik- und Heimatfilm von Géza von Bolváry aus dem Jahr 1958. Der Komponist Peter Benrath, dargestellt von Dietmar Schönherr, und sein Freund und Liedtexter Freddy Weller (Boy Gobert) sind unterwegs in den Schwarzwald zum „Peter-Benrath-Musikfestival“. Es kommt zu einer verhängnisvollen Verwechslung mit den Landstreichern Egon und Otto (Wolfgang Neuss, Wolfgang Müller), die sich feiern lassen, während Benrath und Weller eingesperrt werden. Marianne Hold verkörpert die Sängerin Angela Westmann, Edith Hancke deren eher unmusikalische Freundin Jette Palm. 

## Handlung

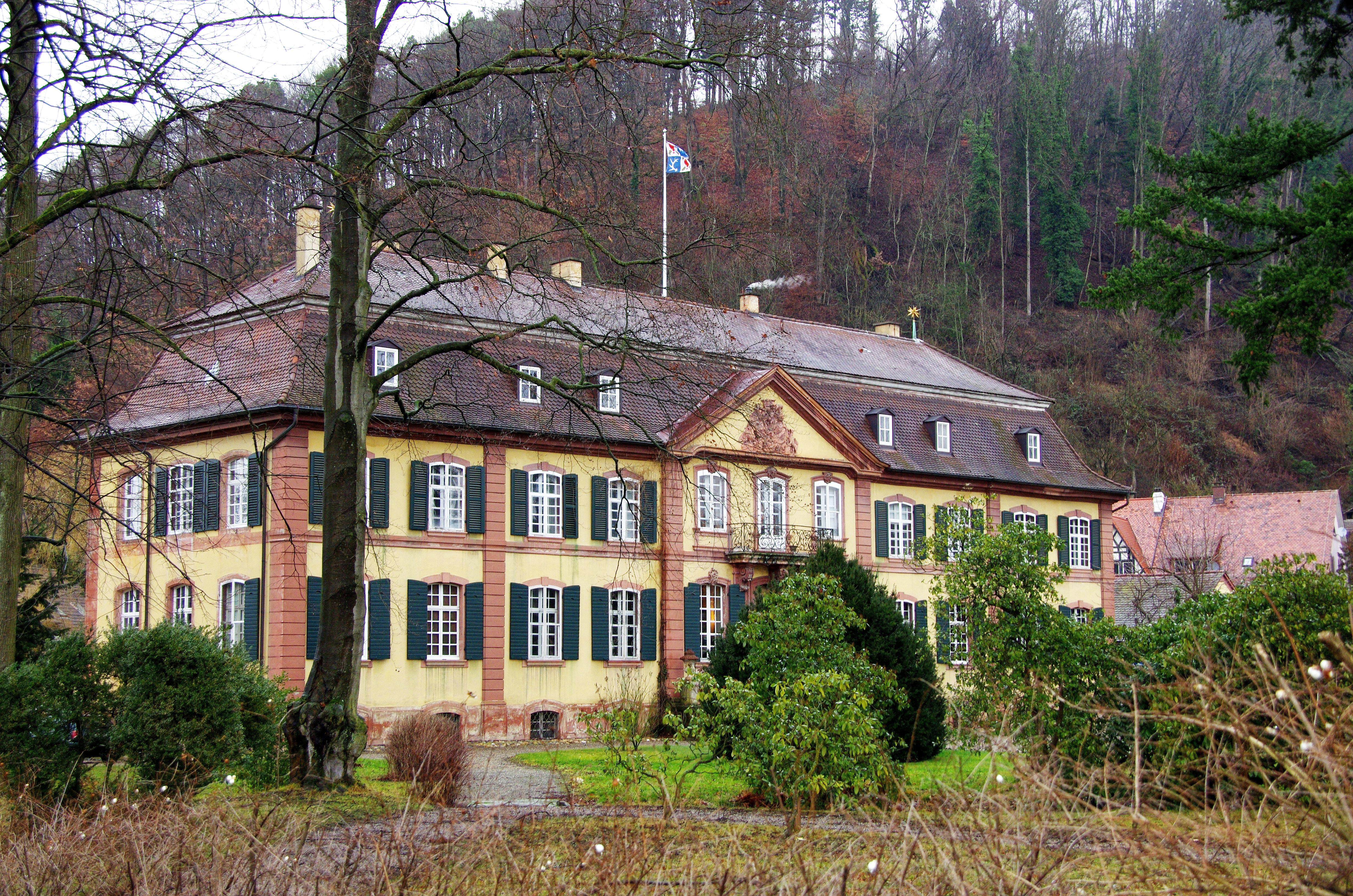
Schloss Ebnet diente Onkel Arthur Altenberg als Herrensitz

Angela Westmann hat gerade ihr Examen als Sängerin bestanden und freut sich, als sie auf Fürsprache ihrer Lehrerin hin bei einem Musicaldirektor vorsingen darf. Zusammen mit ihrer Freundin, der reichen aber unmusikalischen Jette Palm, begibt sie sich zum Vorsingen und muss durch die offene Tür hören, wie sich der weltbekannte Operettenkomponist Peter Benrath und sein Texter Freddy Weller über sie lustig machen. Sie habe auf dem eingeschickten Foto eine schreckliche Figur und Glubschaugen – der Direktor solle sie bloß nicht einstellen. Und so wird Angela bereits von der Sekretärin abgewiesen, ohne auch nur einen Ton gesungen zu haben. Peter und Freddy hatten, was sie nicht weiß, nicht ihr Foto in der Hand.
Nachdem Angelas hoffnungsvolle Karriere so abrupt zum Stillstand kam, will sie sich vor Peter verteidigen, doch der ist bereits mit Freddy nach Glückstal abgereist, wo Peter zu Ehren ein Denkmal eingeweiht werden soll. Angela und Jette reisen den beiden daraufhin nach, während die Herren die Strecke im Zug zurücklegen. An einer Station kaufen sich die Männer eine Flasche Schwarzwälder Kirsch und werden zunehmend betrunken.
Die armen Sänger Egon und Otto tingeln zu Fuß durch die Dörfer, um mit ihrer Musik ein wenig Geld zu ersingen. Sie stehlen einem Liebespaar den Wagen, um schneller zum nächsten Bahnhof zu kommen und intonieren dort ein Lied von Peter Benrath. Der steigt mit Freddy betrunken aus dem Zug aus, als er das falsche Spiel der beiden hört und zeigt, wie es richtig geht – die Polizei erscheint und nimmt Peter und Freddy als vermeintliche Autodiebe fest, während sich Egon und Otto in den Zug flüchten. Am Glückstaler Bahnhof werden nun Egon und Otto für Peter und Freddy gehalten und spielen mit, da sie auf eine warme Mahlzeit hoffen. Peter und Freddy werden derweil in einen Stall gesperrt und ihrer Hosen entledigt, damit sie nicht fliehen können. Sie brechen dennoch am nächsten Morgen aus und leihen sich die zerrissenen Beinkleider zweier Vogelscheuchen. Auf der Straße treffen sie prompt auf Angela und Jette, die in ihrem Wagen nach Glückstal wollen und die beiden „Landstreicher“ ein Stück mitnehmen. Sie verhehlen nicht, dass sie die Musik von Peter und Freddy schrecklich finden.
Die beiden Männer wandern nach der kurzen Fahrt zu Peters reichem Onkel Arthur Altenberg, der auf einem Herrensitz unweit von Glückstal lebt, und erhalten von ihm passende Kleidung. Auch Angela und Jette sind dem Onkel bereits begegnet und wurden von ihm eingeladen. Zunächst reisen beide jedoch nach Glückstal. Dort lassen Egon und Otto es sich gutgehen. Egon flirtet erst mit der Hauswirtschafterin Lorle, entscheidet sich jedoch schnell für Angela. Die wiederum denkt, er sei Peter, und will sich an ihm rächen. Als sie und Jette zu Besuch bei Arthur Altenberg weilen, geben sich Peter und Freddy als Gutsverwalter und Stallmeister aus, wissen sie doch, dass die Frauen ihrer Kunst nicht wohlgesinnt sind. Obwohl Arthur Angela einen Heiratsantrag macht, hat sie sich in Peter verliebt. Jette wiederum findet den ungeschickten Freddy sympathisch und so trifft man sich schließlich auf dem Fest zur Denkmalenthüllung für Peter.
Egon hat Angela gebeten, auf dem Fest eines seiner Lieder zu singen. Er hofft, dass die im Rundfunk übertragene Sendung ihm und Otto Popularität verschaffen kann. Angela wiederum rächt sich und lässt die unmusikalische Jette den Titel singen, was für Erheiterung sorgt. Nun decken Peter und Freddy den Schwindel auf, geben Egon und Otto jedoch als gute Freunde aus, die für sie als Material für ein neues Musical dienen werden. Während Freddy Jette seine Liebe gesteht, darf Angela nun wirklich vor allen Mikrofonen einen Titel des echten Peter singen und hat schließlich auch die Hauptrolle im Musical „Schwarzwälder Kirsch“ inne.

## Produktion
Die Innenaufnahmen fanden im Ufa-Atelier Berlin-Tempelhof statt. Die Drehorte für die Außenaufnahmen waren unter anderem das Wiesental (u. a. Schönau im Schwarzwald, Schönenberg, Wieden und auf der Schmalspurbahn Todtnauerli), St. Peter, Titisee, Staufen im Breisgau und Schloss Ebnet in Freiburg.
Uraufgeführt wurde der Film am 1. August 1958 in der Karlsruher Kamera. Am 7. Dezember 2018 gab die Alive AG den Film im Rahmen der Reihe Juwelenn der Filmgeschichte auf DVD heraus.
Die Musik schrieb Lothar Olias unter der Verwendung des Liedes Der arme Musikant von Gerhard Winkler. Die Liedtexte stammen von Bruno Balz und Peter Moesser. Im Film werden folgende Schlager von folgenden verschiedenen Interpreten gesungen:
- Lothar Olias (Musik): Das gibt’s nur einmal – gesungen von Wolfgang Neuss und Wolfgang Müller; Marianne Hold und Wolfgang Neuss; Edith Hancke
- Gerhard Winkler (Musik): Der arme Musikant – gesungen von Wolfgang Neuss und Wolfgang Müller; Boy Gobert
- Lothar Olias (Musik): Schwarzwälder Kirsch – gesungen von Boy Gobert und Dietmar Schönherr; Marianne Hold

## Kritik
Das Lexikon des internationalen Films bezeichnete Schwarzwälder Kirsch als „mäßiges Lustspiel im Folklorelook mit Schlager- und Volksmusik“. Der film-dienst sah im Film ein „banales Verwechslungslustspiel, in dem Humor und Witz Mangelware sind, Klamauk dagegen zuhauf vertreten ist; auch formal bescheiden.“